# Calligonum arborescens
Calligonum arborescens är en slideväxtart som beskrevs av Litwinow. Calligonum arborescens ingår i släktet Calligonum och familjen slideväxter. Inga underarter finns listade i Catalogue of Life.